# Phil McGraw
Phillip Calvin McGraw (født 1. september 1950 i Vinita i Oklahoma, USA), bedst kendt som Dr. Phil, er vært for det populære amerikanske psykologiske TV-program Dr. Phil, som blev kendt efter optrædener på The Oprah Winfrey Show.
I 1996 inviterede Oprah Winfrey Phil McGraw ind for at forberede hende til en retssag om en producent i Amarillo i Texas. Winfrey blev så imponeret over McGraw at hun gav ham hele æren for at hun vandt sagen, som fandt sted i 1998. Kort tid senere inviterede hun ham til at optræde i sit program. Hans optræden viste sig at være så succesfuld at han begyndte at optræde hver uge som en "Ekspert i samlivsforhold og livsstrategier" ("Relationship and Life Strategy Expert"). I 2002 fik han tildelt sit eget daglige TV-program, Dr. Phil, produceret af Winfreys Harpo Productions. Han optræder også i Scary Movie 4, som sig selv i filmens introscene sammen med basketball-stjernen Shaquille O'Neal, hvor der bliver gjort nar af gyserfilmen Saw.